# Lilian Brassier
Lilian Brassier (Argenteuil, 2 novembre 1999) è un calciatore francese, difensore del Rennes.

## Caratteristiche tecniche
È un terzino sinistro che può giocare anche al centro della difesa.

## Carriera

### Club

#### Inizi: Rennes e prestito al Valenciennes
Cresciuto nel settore giovanile del Rennes, dal 2017 al 2019 gioca con la squadra riserve a cavallo fra quarta e quinta divisione francese, dove colleziona 43 presenze e segna due reti.
Nel 2019 viene ceduto in prestito al Valenciennes con cui debutta fra i professionisti il 2 agosto in occasione dell'incontro di Ligue 2 pareggiato 1-1 contro il Nancy.

#### Brest
Al fine prestito fa ritorno al club rossonero, dove viene convocato per alcune partite di inizio stagione prima di essere ceduto ad ottobre, nuovamente in prestito, al Brest. Debutta nella massima divisione francese il 21 novembre in occasione dell'incontro vinto 4-1 contro il Saint-Étienne ed il 13 marzo realizza la sua prima rete fra i professionisti, nella sconfitta per 3-1 contro l'Olympique Marsiglia.

#### Olympique Marsiglia
Il 3 luglio 2024 viene ceduto in prestito all'Olympique Marsiglia.
Ritorno al Rennes in prestito
Il 31 gennaio 2025 ritorna al Rennes, questa volta in prestito dal Brest.

### Nazionale
Ha giocato nelle nazionali giovanili francesi Under-19 ed Under-20.

## Statistiche

### Presenze e reti nei club
Statistiche aggiornate al 8 dicembre 2024.
| Stagione        | Squadra             | Campionato      | Campionato | Campionato | Coppe nazionali | Coppe nazionali | Coppe nazionali | Coppe continentali | Coppe continentali | Coppe continentali | Altre coppe | Altre coppe | Altre coppe | Totale | Totale | Totale |
| Stagione        | Squadra             | Comp            | Pres       | Reti       | Comp            | Pres            | Reti            | Comp               | Pres               | Reti               | Comp        | Pres        | Reti        | Pres   | Reti   |        |
| --------------- | ------------------- | --------------- | ---------- | ---------- | --------------- | --------------- | --------------- | ------------------ | ------------------ | ------------------ | ----------- | ----------- | ----------- | ------ | ------ | ------ |
| 2016-2017       | Rennes 2            | CFA             | 2          | 0          | -               | -               | -               | -                  | -                  | -                  | -           | -           | -           | 2      | 0      |        |
| 2017-2018       | Rennes 2            | N2              | 25         | 0          | -               | -               | -               | -                  | -                  | -                  | -           | -           | -           | 25     | 0      |        |
| 2018-2019       | Rennes 2            | N3              | 16         | 2          | -               | -               | -               | -                  | -                  | -                  | -           | -           | -           | 16     | 2      |        |
| Totale Rennes 2 | Totale Rennes 2     | Totale Rennes 2 | 43         | 2          |                 | -               | -               |                    | -                  | -                  |             | -           | -           | 43     | 2      |        |
| 2019-2020       | Valenciennes        | L2              | 24         | 0          | CF+CdL          | 2+1             | 0               | -                  | -                  | -                  | -           | -           | -           | 27     | 0      |        |
| 2020-2021       | Brest               | L1              | 11         | 1          | CF              | 2               | 0               | -                  | -                  | -                  | -           | -           | -           | 13     | 1      |        |
| 2021-2022       | Brest               | L1              | 31         | 1          | CF              | 3               | 0               | -                  | -                  | -                  | -           | -           | -           | 34     | 1      |        |
| 2022-2023       | Brest               | L1              | 36         | 0          | CF              | 2               | 0               | -                  | -                  | -                  | -           | -           | -           | 38     | 0      |        |
| 2023-2024       | Brest               | L1              | 29         | 3          | CF              | 2               | 0               | -                  | -                  | -                  | -           | -           | -           | 32     | 3      |        |
| Totale Brest    | Totale Brest        | Totale Brest    | 107        | 5          |                 | 9               | 0               |                    | -                  | -                  |             | -           | -           | 116    | 5      |        |
| 2024-2025       | Olympique Marsiglia | L1              | 10         | 0          | CF              | 0               | 0               | -                  | -                  | -                  | -           | -           | -           | 10     | 0      |        |
| Totale carriera | Totale carriera     | Totale carriera | 184        | 7          |                 | 12              | 0               |                    | -                  | -                  |             | -           | -           | 196    | 7      |        |